# 마하스
마하스(영어: mahas)는 소말리아 히란주에 위치한 도시이다. 동마하스 지구의 중심도시이기도 하다.

## 연혁
2023년 1월 4일, 알샤바브의 폭탄 테러로 35명이 사망했다.
2023년 9월 3일, 하산 셰흐 마하무드 소말리아 대통령이 지역 군대를 재동원 하기 위해 이곳을 방문했다.